# Spitzenstein (Lienzer Dolomiten)
Der Spitzenstein ist ein 2265 m ü. A. hoher Gipfel der Lienzer Dolomiten in Osttirol.

## Lage und Landschaft
Der Berg erhebt sich nördlich des Hauptkammes der westlichen Lienzer Dolomiten über dem Osttiroler Pustertal. Der Gipfel befindet sich im Gemeindegebiet von Anras, die Südostflanke gehört zu Obertilliach, das schon im Tiroler Gailtal liegt. Die amtliche Höhenangabe bezieht sich auf den Nordgipfel mit dem Gipfelkreuz, der Südgipfel ist mit 2275 m ü. A. höher.
Der freistehende Klotz ist nach Süden über den Folmasai-Sattel (2113 m ü. A.) mit dem Pfannegg (2248 m ü. A.) verbunden, der etwa 1½ km südlich liegt. Hier verläuft der Hauptkamm der Dolomiten-Westabdachung vom Golzentipp (2248 m ü. A.) südöstlich zum Dorfberg (2115 m ü. A.) südwestlich. Östlich erhebt sich der Breitenstein (2304 m ü. A.), westlich der schon waldige Rauchkofel (1959 m ü. A.). Nordwärts streift der Kamm zum Rainer Berg (1831 m ü. A.) und bricht dann jäh zur Drau bei Margarethenbrücke ab.
Im Kessel westlich entspringt der Jochbach, östlich der Griesbach, dessen Quellgebiet ist die Folmasaialpe, die schon zu Obertilliach gehört.

## Wege
Den Berg ersteigt man von Süden. Die Wege von Abfaltersbach, im Pustertal westlich von Anras gelegen, führen über den Rauchkofel in den Folmasai-Sattel, dazu gibt es mehrere Varianten, teils auf Forstwegen. Dort führt dann oberhalb der Matten ein Klettersteig die letzten 125 Höhenmeter zum Gipfel. Die Passage über den Gipfel zum Gipfelkreuz ist unwegsam, aber gesichert.
Südlich verläuft über Golzentipp–Dorfberg der Gailtaler Höhenweg, der Weg vom Folmasai-Sattel über den Rasenkamm dorthin ist ausmarkiert. Über den Höhenweg kann man auch von Obertilliach oder Kartitsch zusteigen.